# Forteresse troglodyte de Gourdon
Pour les articles homonymes, voir Gourdon.
Ne doit pas être confondu avec Château de Gourdon.
La forteresse troglodyte de Gourdon est une construction située en flanc de falaise du versant nord-est du plateau de Cavillore, sur la commune de Gourdon (Alpes-Maritimes).

## Accès
On accède à la forteresse par un chemin large et herbeux débutant sur le plateau de Cavillore, et qui descend en pente douce sur une vire vers les gorges du Loup. Le chemin d'accès se rétrécit peu à peu, jusqu'à une largeur d'environ 30 cm, surplombant 300 m de vide. La fortification est située au-delà de cette vire, longue de deux à trois mètres.
Attention ! Le site est très dangereux. Éviter d'y aller par mauvais temps ou après la pluie car les pierres sont très glissantes.

## Construction
La porte de la forteresse est constituée par un appareil en pierres à bossage. Edmond Mari, dans son ouvrage Les bâtisseurs de l'impossible, donne une description détaillée de l'ouvrage.
Au-delà de la porte, la vire s'élargit à nouveau pour aboutir après une centaine de mètres à une aire inclinée sans issue. Il n'y a, en 2012, pas d'autre construction visible que la porte fortifiée et un peu au-delà, les restes de la voûte en pierre d'un four qui évoque un four à pain.